# Wólka Garwarska
Wólka Garwarska es un pueblo de Polonia, en Mazovia.  Se encuentra en el distrito (Gmina) de Glinojeck, perteneciente al condado (Powiat) de Ciechanów. Se encuentra aproximadamente a 4 km al este de Glinojeck, 21 km al oeste de Ciechanów, y a 81 km  al noroeste de Varsovia. 
Entre 1975 y 1998 perteneció al voivodato de Ciechanów.